# Авадж
Авадж (араб. عوج‎) — город на западе Сирии, расположенный на территории мухафазы Хама. Входит в состав района Масьяф. Является центром одноимённой нахии.

## Географическое положение
Город находится в юго-западной части мухафазы, к востоку от хребта Джебель-Хелу, на высоте 587 метров над уровнем моря.

Авадж расположен на расстоянии приблизительно 37 километров (по прямой) к юго-западу от Хамы, административного центра провинции и на расстоянии 149 километров к северо-северо-востоку (NNE) от Дамаска, столицы страны.

## Население
По данным официальной переписи 2004 года численность населения города составляла 4222 человека (2141 мужчина и 2081 женщина). Насчитывалось 818 домохозяйств. В конфессиональном составе населения преобладают алавиты.

## Транспорт
Ближайший гражданский аэропорт — Международный аэропорт имени Басиля Аль-Асада.